# Arroio Forromeco
Arroio Forromeco é um rio do estado do Rio Grande do Sul, afluente do Rio Caí. Nasce na área urbana de Farroupilha, passando pelos municípios de Carlos Barbosa, São Vendelino e Bom Princípio. Tem uma extensão de aproximadamente 45 km. Seu nome derivou de uma tribo indígena antiga que ocupava as suas margens.